# Podarcis bocagei
La lagartija gallega o de Bocage (Podarcis bocagei) es una especie  de reptil escamoso  de la familia Lacertidae endémica del noroeste ibérico. De silueta esbelta y cola mediana, los machos adultos tienen el dorso verde y los flancos pardos; las hembras adultas e inmaduros tienen el dorso y los flancos pardos. El vientre es blancuzco, anaranjado o amarillento. Mide unos 20 cm.
Vive en peñascales, parajes pedregosos y muy tupidos de matas. Se activa al atardecer y por la mañana; caza coleópteros, mariposas, isópodos y arañas. 

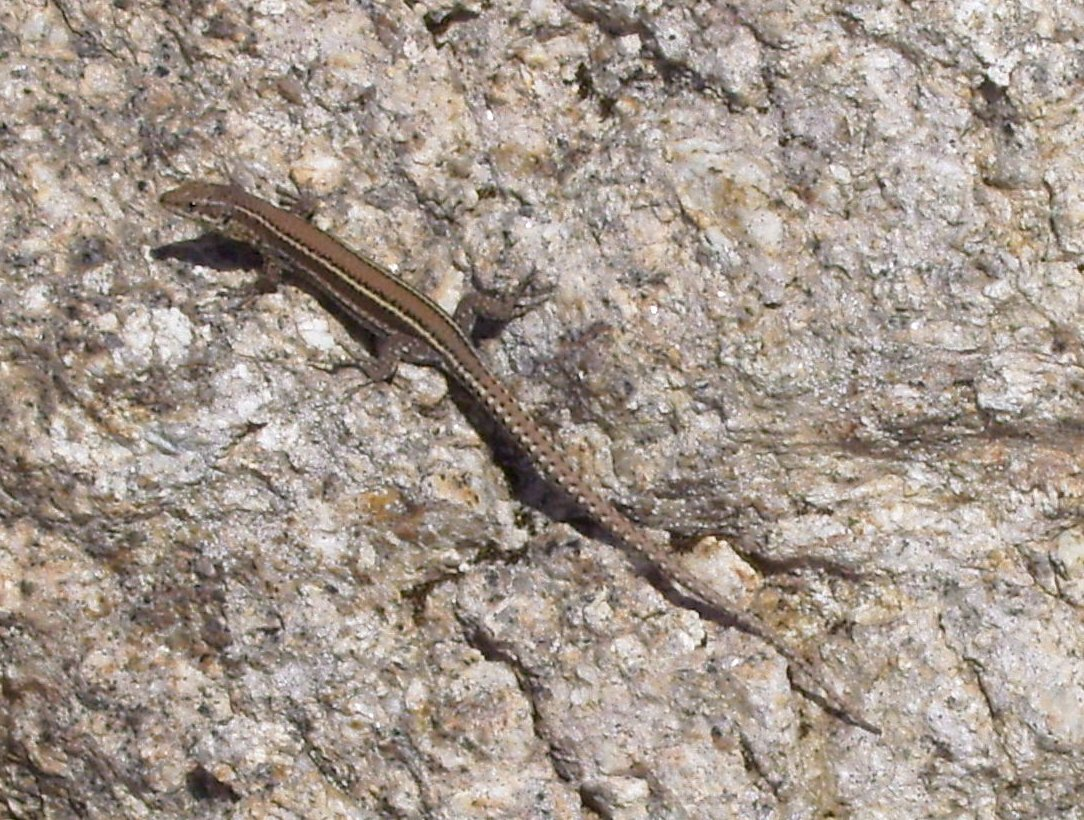
Hembra
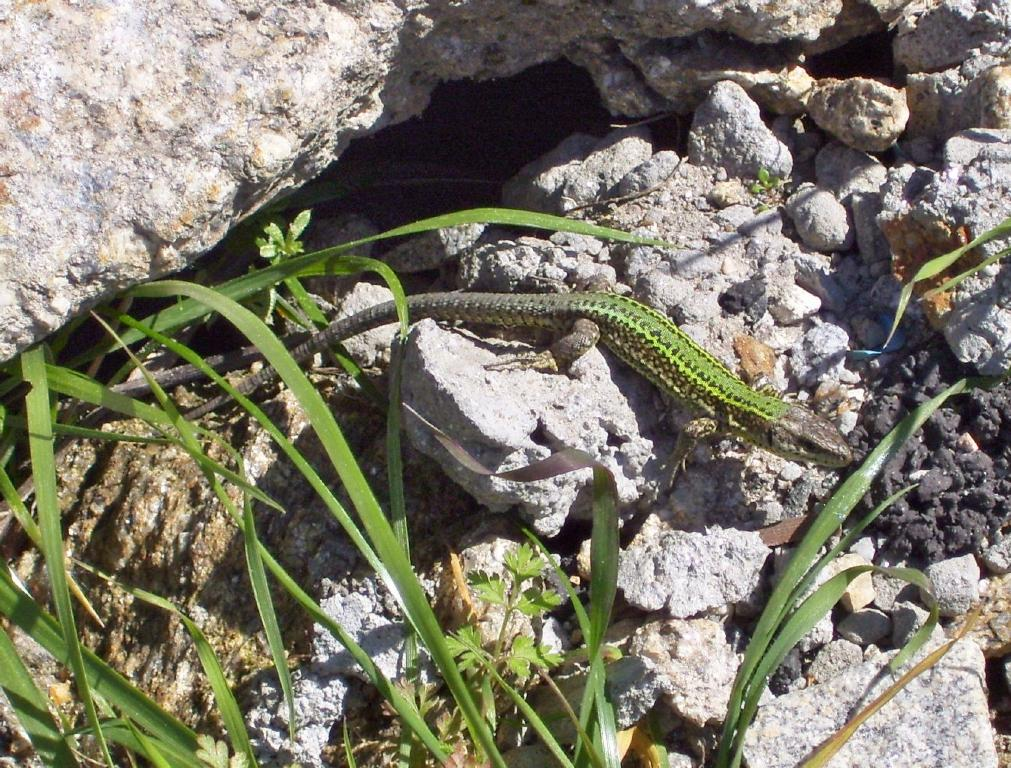
Macho
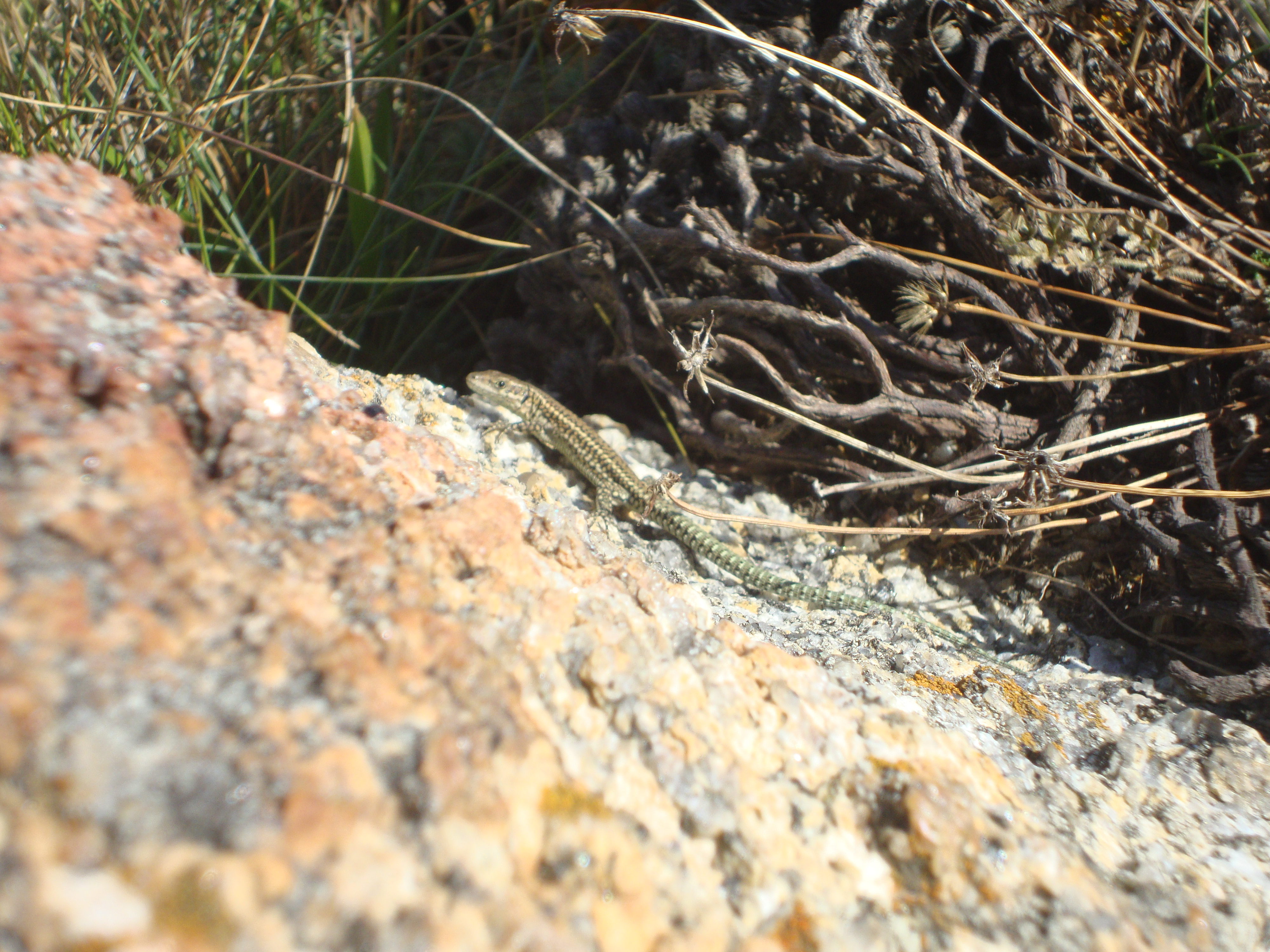
Juvenil